# Туму-Энуа
Туму-Энуа (англ. Tumu Enua) — в прошлом центристская политическая партия Островов Кука. Была основана Норманом Джорджем, бывшим членом Демократической партии Островов Кука, основателем фракции Партия нового альянса, которая впоследствии объединилась с демократами. Однако на парламентских выборах 2004 года Джордж баллотировался от Туму-Энуа. Партия завоевала 2,4 %, но ни одного места в парламенте. Позже Норман Джордж вошёл в состав Партии Островов Кука, главного оппонента Демократической партии.
Туму-Энуа можно перевести как «Основа/Фундамент страны».